# Шпанија на Европском првенству у атлетици у дворани 2017.
Шпанија је учествовала на 34. Европском првенству у дворани 2017 одржаном у Београду, Србија, од 3. до 5. марта. Ово је било тридесет четврто Европско првенство у атлетици у дворани од његовог оснивања 1970. године на којем је Шпанија учествовала, односно учествовала је на свим такмичењима до данас. Репрезентацију Шпаније представљало је 34 спортиста (21 мушкарац и 13 жена) који су се такмичили у 23 дисциплине (13 мушких и 10 женских).
На овом првенству Шпанија је заузела 6 место по броју освојених медаља са 4 освојене медаље (једна златна, две сребрне и једна бронзана). У табели успешности према броју и пласману такмичара који су учествовали у финалним такмичењима (првих 8 такмичара) Шпанија је са 14 учесника у финалу заузела 6. место са 61 бодом.
Поред освојених медаља спортисти Шпаније оборили су један национални и четири лична рекорда и остварили три најбоља личана резултата сезоне.
| Пл. | Земља   | 1. место | 2. место | 3. место | 4. место | 5. место | 6. место | 7. место | 8. место | Бр. фин. Бод. |
| --- | ------- | -------- | -------- | -------- | -------- | -------- | -------- | -------- | -------- | ------------- |
| 6.  | Шпанија | 1 – 8    | 2 - 14   | 1 – 6    | 2 - 10   | 2 - 8    | 4 - 12   | 1 - 2    | 1 - 1    | 14 - 61       |

## Учесници
| Мушкарци: - Анхел Давид Родригез — 60 м - Самуел Гарсија — 400 м - Оскар Усиљос — 400 м - Лукас Буа — 400 м - Данијел Андујар — 800 м - Кевин Лопез — 800 м - Алваро де Ариба — 800 м - Марк Алкала — 1.500 м - Лоренс Салес — 1.500 м - Серхио Памиагва — 1.500 м - Адел Мечал — 3.000 м - Карлос Мајо — 3.000 м - Хорди Торенте — 3.000 м - Орландо Ортега — 60 м препоне - Јидиел Контрерас — 60 м препоне - Мигел Анхел Санчо — Скок увис - Еусебио Касерес — Скок удаљ - Пабло Торихос — Троскок - Борха Вивас — Бацање кугле - Карлос Тобалина — Бацање кугле - Хорхе Урена — Седмобој | Жене: - Кристина Лара — 60 м - Аури Лорена Бокеса — 400 м - Лаура Буено — 400 м - Естер Гереро — 800 м - Соланге Андреја Переира — 1.500 м - Ана Лозано — 3.000 м - Нурија Фернандез — 3.000 м - Бланка Фернандез — 3.000 м - Каридад Херез — 60 м препоне - Рут Беитија — Скок увис - Хулијет Итоја — Скок удаљ - Ана Пелетеиро — Троскок - Урсула Руиз — Бацање кугле |  |

## Освајачи медаља (4)

### Злато (1)
- Адел Мечал — 3.000 м

### Сребро (2)
- Хорхе Урена — Седмобој
- Рут Беитија — Скок увис

### Бронза (1)
- Алваро де Ариба — 800 м

## Резултати

### Мушкарци
| Атлетичар            | Дисциплина   | Лични рекорд | Квалификације | Квалификације | Полуфинале            | Полуфинале           | Финале               | Финале      | Детаљи |
| Атлетичар            | Дисциплина   | Лични рекорд | Резултат      | Место         | Резултат              | Место                | Резултат             | Место       | Детаљи |
| -------------------- | ------------ | ------------ | ------------- | ------------- | --------------------- | -------------------- | -------------------- | ----------- | ------ |
| Анхел Давид Родригез | 60 м         | 6,55 НР      | 6,79          | 5. у гр. 3    | Није се квалификовао  | Није се квалификовао | Није се квалификовао | 18 / 26     |        |
| Самуел Гарсија       | 400 м        | 46,35        | 47,16 КВ      | 1. у гр. 4    | 46,62 КВ              | 3. у гр. 1           | 46,74                | 6 / 24 (28) |        |
| Лукас Буа            | 400 м        | 46,23        | 46,72 КВ      | 1. у гр. 3    | 47,24 КВ              | 3. у гр. 2           | 46,74                | 5 / 24 (28) |        |
| Оскар Усиљос         | 400 м        | 45,92 НР     | 47,13 КВ      | 2. у гр. 1    | 47,83                 | 5. у гр. 2           | Није се квалификовао | 9 / 24 (28) |        |
| Данијел Андујар      | 800 м        | 1:47,16      | 1:47,32 кв    | 3. у гр. 1    | 1:49,44 КВ            | 2. у гр. 2           | 1:50,28              | 4 / 24      |        |
| Алваро де Ариба      | 800 м        | 1:46,63      | 1:48,57 КВ    | 2. у гр. 4    | 1:48,36 КВ            | 1. у гр. 1           | 1:49,68              |             |        |
| Кевин Лопез          | 800 м        | 1:45,69      | 1:49,96 КВ    | 2. у гр. 3    | 1:49,53 КВ            | 3. у гр. 2           | 1:54,17              | 6 / 24      |        |
| Лоренс Салес         | 1.500 м      | 3:42,64      | 3:45,56 кв    | 3. у гр. 3    |                       |                      | 3:48,56              | 9 / 22      |        |
| Марк Алкала          | 1.500 м      | 3:39,33      | 3:54,85 кв    | 6. у гр. 2    | 3:46,36               | 4 / 22               |                      |             |        |
| Серхио Памиагва      | 1.500 м      | 3:43,91      | 3:50,00       | 4. у гр. 3    | Није се квалификовао  | 25 / 28              |                      |             |        |
| Адел Мечал           | 3.000 м      | 7:46,92      | 7:58.94 КВ    | 4. у гр. 2    | 8:00,60               |                      |                      |             |        |
| Карлос Мајо          | 3.000 м      | 7:54,34      | 7:55,58 КВ    | 4. у гр. 1    | 8:06,15               | 8 / 21 (23)          |                      |             |        |
| Хорди Торенте        | 3.000 м      | 7:57,97      | 8:12,51       | 9. у гр. 1    | Није се квалификовао  | 16 / 21 (23)         |                      |             |        |
| Орландо Ортега       | 60 м препоне | 7,45         | 7,59 КВ       | 2. у гр. 2    | 7,64                  | 7 / 20 (24)          |                      |             |        |
| Јидиел Контрерас     | 60 м препоне | 7,64         | 8,04          | 7. у гр. 3    | Нису се квалификовали | 20 / 20 (24)         |                      |             |        |
| Мигел Анхел Санчо    | Скок увис    | 2,27         | Без пласмана  | Без пласмана  | Није се квалификовао  | Није се квалификовао |                      |             |        |
| Еусебио Касерес      | Скок удаљ    | 8,30         | 7,72          | 9.            | Није се квалификовао  | 9 / 18 (20)          |                      |             |        |
| Пабло Торихос        | троскок      | 17,04 НР     | 16,77 КВ, ЛРС | 6.            | 16,73                 | 9 / 18               |                      |             |        |
| Борха Вивас          | Бацање кугле | 20,66        | 19,97         | 9.            | Нису се квалификовали | 9 / 23               |                      |             |        |
| Карлос Тобалина      | Бацање кугле | 20,50        | 19,83         | 13.           | Нису се квалификовали | 13 / 23              |                      |             |        |

#### седмобој
| Дисциплина   | Хорхе Урена | Хорхе Урена | Хорхе Урена | Хорхе Урена | Хорхе Урена | Хорхе Урена |
| Дисциплина   | Лич. рек.   | Рез.        | Бод.        | Плас.       | Укупно      | Плас.       |
| ------------ | ----------- | ----------- | ----------- | ----------- | ----------- | ----------- |
| 60 м         | 6,91        | 6,94        | 904         | 1.          | 904         | 1.          |
| Скок удаљ    | 7,62        | 7,37        | 903         | 8.          | 1.807       | 5.          |
| Бацање кугле | 14,31       | 14,24       | 743         | 8.          | 2.550       | 4.          |
| Скок увис    | 2,04        | 2,10 ЛР     | 896         | 3.          | 3.446       | 2.          |
| 60 препоне   | 7,81        | 7,78 ЛР     | 1.038       | 1.          | 4.484       | 2.          |
| Скок мотком  | 5,00        | 5,00        | 910         | 5.          | 5.394       | 2.          |
| 1.000 м      | 2:40,06     | 2:43,66     | 833         | 9.          | 6.227       | 2.          |
| Укупно       | 6.249 НР    | -           |             |             | 6.227       |             |

### Жене
| Атлетичарка             | Дисциплина   | Лични рекорд | Квалификације   | Квалификације | Полуфинале            | Полуфинале            | Финале                | Финале       | Детаљи |
| Атлетичарка             | Дисциплина   | Лични рекорд | Резултат        | Место         | Резултат              | Место                 | Резултат              | Место        | Детаљи |
| ----------------------- | ------------ | ------------ | --------------- | ------------- | --------------------- | --------------------- | --------------------- | ------------ | ------ |
| Кристина Лара           | 60 м         | 7,36         | 7,47 КВ         | 1. у гр. 1    | 7,40                  | 4. у гр. 3            | Нису се квалификовале | 14 / 37 (38) |        |
| Аури Лорена Бокеса      | 400 м        | 52,86        | 53,92 кв        | 4. у гр. 3    | 53,80                 | 5. у гр. 7            | Нису се квалификовале | 15 / 29 (31) |        |
| Лаура Буено             | 400 м        | 53,38        | 54,21           | 4. у гр. 4    | Није се квалификовала | Није се квалификовала | Није се квалификовала | 21 / 29 (31) |        |
| Естер Гереро            | 800 м        | 2:01,72      | 2:03,38 КВ      | 2. у гр. 4    | 2:02,91 КВ            | 1. у гр. 1            | 2:03,09               | 6 / 19       |        |
| Соланге Андреја Переира | 1.500 м      | 4:13,54      | 4:15,09         | 4. у гр. 3    |                       |                       | Није се квалификовала | 13 / 19      |        |
| Ана Лозано              | 3.000 м      | 9:03,29      | 8:56,01 кв, ЛР  | 6. у гр. 2    | 8:55,20 ЛР            | 4 / 17                |                       |              |        |
| Нурија Фернандез        | 3.000 м      | 8:49,49      | 8:58,20 КВ, ЛРС | 4. у гр. 1    | 9:05,17               | 10 / 17               |                       |              |        |
| Бланка Фернандез        | 3.000 м      | 9:06,92      | 9:13,38         | 7. у гр. 2    | Није се квалификовала | 15 / 17               |                       |              |        |
| Каридад Херез           | 60 м         | 8,11         | 8,26            | 4. у гр. 3    | Није се квалификовала | Није се квалификовала | Није се квалификовала | 18 / 22 (27) |        |
| Рут Беитија             | Скок увис    | 2,01 НР      | 1,90 кв         | 1.            |                       |                       | 1,94                  |              |        |
| Хулијет Итоја           | Скок удаљ    | 6,51         | 6,36            | 11.           | Није се квалификовала | 11 / 17               |                       |              |        |
| Ана Пелетеиро           | Троскок      | 13,91        | 14,20 КВ, ЛР    | 3.            | 14,13                 | 5 / 18                |                       |              |        |
| Урсула Руиз             | Бацање кугле | 17,68        | 16,15           | 18.           | Није се квалификовала | 18 / 21               |                       |              |        |